# Blanche Neige (ballet)
Pour les articles homonymes, voir Blanche-Neige (homonymie).
Blanche Neige est un ballet de danse contemporaine du chorégraphe français Angelin Preljocaj, créée en 2008 pour vingt-six danseurs sur différentes musiques de Gustav Mahler.

## Présentation
Le ballet Blanche Neige est inspiré de la version du conte de Blanche-Neige des frères Grimm à laquelle le chorégraphe a intégré l'interprétation œdipienne faite par Bruno Bettelheim. Preljocaj présente avec Blanche Neige une version strictement narrative du conte, axée autour des grandes étapes de la vie de la princesse. La musique reprend différents mouvements de plusieurs symphonies de Gustav Mahler, et plus particulièrement de la Première Symphonie, ainsi que le célèbre Adagietto extrait de sa Cinquième symphonie. Pour ce ballet, Preljocaj a fait appel au couturier Jean-Paul Gaultier pour les costumes,.

## Distribution originale
- Nagisa Shirai : Blanche Neige
- Sergio Díaz : Le prince
- Céline Galli : La reine
- Emma Gustafsson : Le reflet de la reine
- Sébastien Durand : Le roi
- Audrey Edelmann : Blanche Neige enfant
- Gaëlle Chappaz : La mère
- Émilie Lalande : Un chat-gargouille
- Yurie Tsugawa : Un chat-gargouille
- Lorena O'Neill : Le reflet d'un chat-gargouille
- Natacha Grimaud : Le reflet d'un chat-gargouille

## Accueil critique
Lors de sa création à Lyon, Blanche Neige a reçu un bon accueil critique, qui a notamment relevé un parallèle avec Roméo et Juliette en raison de leur parenté romantique, l'un des plus importants ballets du chorégraphe qui l'a fait découvrir sur la scène internationale.
L'Express souligne la maestria de la compagnie : « belle présence de Nagisa Shirai, le prince [est] interprété par l'excellent Sergio Díaz. [...] Preljocaj dispose d'une compagnie de danseurs de forte personnalité et de grande qualité. Sa diversité fait son charme, un charme piquant, actuel, métissé. Ce ballet lui va bien. Même s'il ne nous a fait fondre qu'à moitié ».
Echo similaire du côté de ResMusica : « La danse entamée par la superbe Nagisa Shirai et l’athlétique Sergio Díaz est à ce moment-là éblouissante, tant leurs corps se mêlent et s’entremêlent dans une fusion érotique jubilatoire ». L'ensemble est jugé « étonnant, incroyable, inouï, hallucinant, stupéfiant, magique, merveilleux, féerique, enchanteur…en deux mots : absolutely fabulous ».
Marc-Christian Bosséno définit le ballet en ces termes : « Étincelante, fantastique, légère ou dramatique, cette réalisation romantique allie la perfection d'une danse moderne et inventive à une ambiance érotique très prenante ».
Blanche Neige a reçu le prix du meilleur spectacle de danse lors des Globes de Cristal 2009.

## Fiche technique
- Chorégraphie : Angelin Preljocaj
- Assistante répétitrice : Claudia De Smet
- Danseurs à la création : Isabelle Arnaud, Neal Beasley, Virginie Caussin, Gaëlle Chappaz, Hervé Chaussard, Damien Chevron, Baptiste Coissieu, Craig Dawson, Davide Di Pretoro, Sergio Diaz, Sébastien Durand, Caroline Finn, Céline Galli, Alexandre Galopin, Yan Giraldou, Natacha Grimaud, Emma Gustafsson, Ayo Jackson, Jean-Charles Jousni, Emilie Lalande, Céline Marié, Lorena O’Neill, Bruno Péré, Zaratiana Randrianantenaina, Nagisa Shirai (rôle-titre), Julien Thibault
- Musique : Gustav Mahler et 79 D
- Scénographie : Thierry Leproust (décor) et Patrick Riou (lumières)
- Costumes : Jean-Paul Gaultier
- Vidéographie : Angelin Preljocaj[6]
- Production : Ballet Preljocaj, Biennale de la danse de Lyon / Conseil Général du Rhône, Théâtre national de Chaillot, Grand Théâtre de Provence, Staatsballett Berlin (Allemagne)
- Première : 25 septembre 2008 lors de la Biennale de la danse de Lyon
- Représentations : près de 300
- Durée : environ 110 minutes

## Vidéographie
Angelin Preljocaj réalise un film original de Blanche Neige sur une commande d'Arte France avec l'aide du producteur Charles Gilibert. Pour des raisons de formatage télévisuel, la version vidéo est toutefois réduite d'environ 30 minutes par rapport aux représentations théâtrales. Le film de 90 minutes est diffusé sur Arte le 25 décembre 2009 et rediffusé le 1er janvier 2010. Le DVD sort le 21 janvier 2010 aux éditions MK2 Docs agrémenté de divers bonus.